# Peter Berek
Peter Berek (* 1968 in Wiesau) ist ein bayerischer Kommunalpolitiker (CSU). Er ist seit 2020 Landrat des Landkreises Wunsiedel im Fichtelgebirge.

## Lebenslauf
Peter Berek wurde in Wiesau im oberpfälzischen Landkreis Tirschenreuth als Sohn der Bäckerfamilie Edith und Horst Berek ein Jahr nach seiner Schwester Sabine geboren. Er wuchs im benachbarten Fuchsmühl auf. 1982 zog er mit seinen Eltern nach Bad Alexandersbad im oberfränkischen Landkreis Wunsiedel im Fichtelgebirge. Seine Eltern führten zunächst in Fuchsmühl und anschließend in Marktredwitz einen selbständigen Bäckereibetrieb, in welchem er von 1985 bis 1992 als Junior-Chef tätig war, bis er aufgrund einer Mehlallergie den Beruf wechseln musste. Danach arbeitete Berek in der Stadtverwaltung der Stadt Marktredwitz und absolvierte ein Studium zum Diplom-Verwaltungswirt an der Hochschule für den öffentlichen Dienst in Bayern (Fachbereich Allgemeine Innere Verwaltung) in Hof.
Nach den Kommunalwahlen in Bayern 2008 wurde er Bürgermeister der Gemeinde Bad Alexandersbad. Dieses Amt behielt er auch nach der Wahl 2014, bei der er mit 88,4 % im Amt bestätigt wurde. In seinen 12 Jahren als Bürgermeister von Bad Alexandersbad mussten erhebliche finanzielle und bauliche Anstrengungen unternommen werden, um das Heilbad überhaupt aufrechterhalten zu können. Berek hatte in seiner Amtszeit auch die Funktion des Leiters der Kurbetriebe inne. Die letzten Wochen seiner Amtszeit bis April 2020 waren von der Corona-Pandemie geprägt. So musste er kurz vor Ende der Amtsperiode das neu geschaffene Kurmittelhaus Alexbad außer Betrieb nehmen.
Nachdem Landrat Karl Döhler bei den Kommunalwahlen in Bayern 2020 nicht mehr antrat, trat Peter Berek als Kandidat der CSU für den Landratsposten im Landkreis Wunsiedel im Fichtelgebirge an und entschied die Wahl mit 53,9 % der Stimmen im ersten Wahlgang bei drei Mitbewerbern für sich. Seit dem 1. Mai 2020 ist er Landrat des Landkreises Wunsiedel im Fichtelgebirge.
Im November 2020 wurde Peter Berek als Nachfolger der langjährigen Präsidentin Dr. Birgit Seelbinder in das Präsidentenamt der EUREGIO EGRENSIS Arbeitsgemeinschaft Bayern-Böhmen e.V. gewählt. Im Oktober 2021 übernahm er als Nachfolgder von Klaus Holetschek die Position des 1. Vorsitzenden des Bayerischen Heilbäderverbandes.
Berek ist verheiratet und hat vier Kinder.